# Federico Bahamontes
Vous lisez un « bon article » labellisé en 2017.
Alejandro Martín Bahamontes, dit Federico Martín Bahamontes ou Federico Bahamontes, né le 9 juillet 1928 à Val de Santo Domingo, dans la province de Tolède en Espagne, et mort le 8 août 2023 à Valladolid, est un coureur cycliste espagnol.
Surnommé « l'Aigle de Tolède », il est considéré comme l'un des meilleurs grimpeurs de l'histoire du cyclisme. Professionnel de 1954 à 1965, il a notamment remporté le Tour de France 1959 et le Grand Prix de la montagne de cette épreuve à six reprises, ce qui en fait le deuxième coureur (à égalité avec Lucien Van Impe) en nombre de victoires sur ce classement après Richard Virenque.
Federico Bahamontes est également monté à deux autres reprises sur le podium du Tour de France (2e en 1963 et 3e en 1964) et une fois sur le podium du Tour d'Espagne (2e en 1957). Il compte onze victoires d'étapes sur les grands tours dont sept sur le Tour de France, trois sur le Tour d'Espagne et une sur le Tour d'Italie, ainsi qu'un titre de champion d'Espagne en 1958.
Grimpeur surdoué, constamment tourné vers l'offensive, il est capable de produire des accélérations fulgurantes dès que la route s'élève pour distancer ses concurrents, comme le prouvent ses cinquante-deux passages en première position au sommet d'un col, le meilleur total pour un coureur du Tour de France. Reconnaissable à sa silhouette longiligne, il se montre moins à l'aise dans les descentes. Bien que faisant preuve de tempérament, il doit plusieurs de ses échecs à un moral fragile, souvent affecté par sa rivalité avec son compatriote Jesús Loroño.

## Biographie

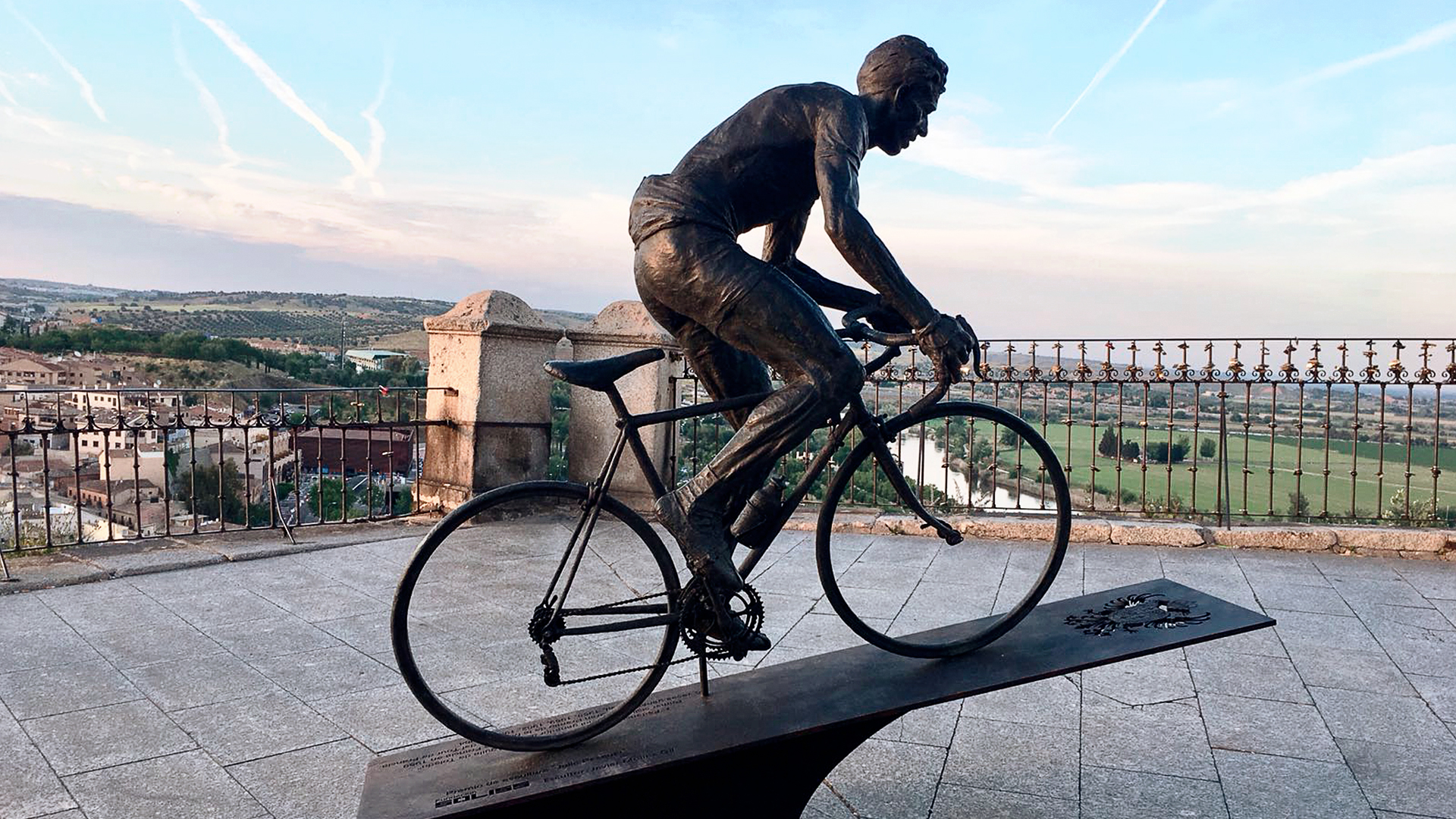
Sculpture de Federico Bahamontes à Tolède, don de la fondation Soliss.

### Jeunes années
Alejandro Martín Bahamontes naît le 9 juillet 1928 à Val de Santo Domingo, dans la province de Tolède où son père, Julián Martín Losana, exerce la profession d'ouvrier-cantonnier chargé de la construction et de la réfection des routes. Sa mère, Victoria Bahamontes San Cristobal, est mère au foyer ; prénommé Alejandro, il sera toujours appelé Federico. Federico, l'aîné de la famille, a trois sœurs, prénommées Juliá, Luisa et Carmen. Six mois après sa naissance, la famille s'installe à Tolède car le père y est nommé responsable d'un élevage de poules et de canards, puis se réfugie à Madrid après le siège de l'Alcázar de Tolède pendant la guerre civile. En 1939, la famille regagne Tolède et Federico retourne à l'école. Son père le place très tôt en apprentissage dans un atelier de menuiserie. Peu attiré par la profession, Federico quitte son apprentissage et se fait engager dans un atelier de réparation et de location de bicyclettes, tout en proposant ses services de coursiers à différents commerçants du centre de Tolède.
Attiré dans un premier temps par le football, il s'inscrit au départ de sa première course cycliste, organisée par la Phalange, le 18 juillet 1947 à Tolède. Deuxième à l'arrivée, celui qui est surnommé « la laitue » en raison de ses cheveux frisés et de sa maigreur relative par rapport à sa taille, impressionne ses concurrents. Le 15 août suivant, il remporte sa première victoire, dans une autre course disputée à Tolède.

### Premiers pas chez les amateurs
En 1948, Federico Bahamontes est sélectionné pour le championnat « Éducation et Repos » à Madrid. Il heurte un spectateur, chute à proximité de l'arrivée et doit se contenter de la 5e place. En 1949, il remporte ses premiers succès d'envergure avec le Trophée Luis Guijarro et le Tour d'Ávila dont il remporte le classement général et le prix du meilleur grimpeur. En accord avec son père, il décide de se consacrer entièrement au cyclisme. En 1950, il effectue son service militaire au régiment automobile de la Réserve générale. Ses qualités sportives et sa bonne tenue lui valent l'estime de ses chefs et de nombreuses permissions pour s'entraîner. C'est au cours de cette période qu'il rencontre sa future femme, Fermina Aguilar Sánchez. L'année suivante, il multiplie les succès : il remporte le titre de champion d'Espagne amateur sur le circuit de Mieres dans les Asturies puis, sur le Tour d'Ávila, il gagne le classement général et le prix du meilleur grimpeur comme deux années plus tôt.
Federico Bahamontes intègre la catégorie des indépendants au début de la saison 1952. Inscrit sur la course Madrid-Tolède, à laquelle de nombreux coureurs professionnels prennent part, il ne peut finalement participer car des pièces administratives manquent pour établir sa licence d'indépendant. Autorisé à prendre le départ mais hors concours, il franchit la ligne d'arrivée le premier tandis que la victoire finale revient à Julián Berrendero. Sur le Tour de Castille, il se montre à la hauteur des meilleurs et n'est devancé que par l'Italien Giancarlo Astrua. Il gagne ensuite le Tour d'Albacete. En 1953, il domine la concurrence sur le Tour de Malaga en s'imposant lors de trois des cinq étapes. Il s'adjuge également le championnat de Castille des indépendants, puis participe au Tour de Catalogne où il se classe 8e et remporte le prix du meilleur grimpeur.

### Carrière professionnelle

#### Révélation sur le Tour de France (1954)

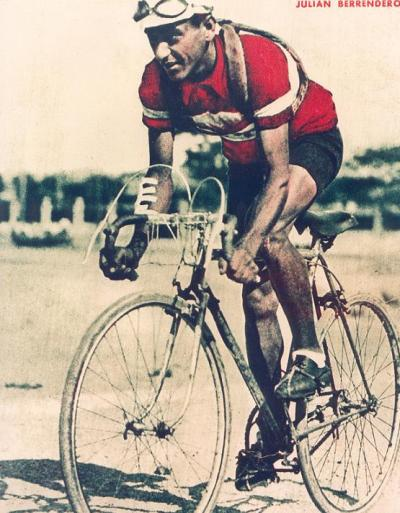
Sélectionneur espagnol, Julián Berrendero retient Bahamontes dans son équipe pour le Tour 1954.

Conseillé par Santiago Mostajo, Federico Bahamontes se rend en France au début de l'année 1954 pour participer à la course de côte du Mont-Agel, le 28 février. Aligné sous la maillot de la formation Splendid, il surprend les favoris comme Gilbert Bauvin et remporte la victoire. Le 21 mars suivant, il se classe 4e du Grand Prix de Cannes et fait forte impression : en tête au passage du col du Pilon, il est rejoint dans la descente par les autres coureurs qui le devancent au sprint. Lors du Grand Prix de Monaco, il démontre une nouvelle fois ses qualités de grimpeur en passant en tête à La Turbie. De retour en Espagne, il prend la 2e place du Grand Prix d'Eibar dont il remporte le prix du meilleur grimpeur. Julián Berrendero, directeur sportif de l'équipe d'Espagne, le retient alors dans sa sélection pour le Tour de France malgré les critiques de la presse qui le juge inexpérimenté. Il lui fixe comme objectif de se battre pour le Grand Prix de la montagne.
Dès la première étape pyrénéenne, il franchit en tête le col d'Aubisque, mais en difficulté dans les descentes, les favoris le rattrapent et il termine à plus de sept minutes du vainqueur à Pau, le Belge Stan Ockers. Le lendemain entre Pau et Luchon, il passe en tête au Tourmalet et au col de Peyresourde. À nouveau en difficulté en descente, il est rejoint par Gilbert Bauvin et se classe 2e. Entre Toulouse et Millau, il marque de nombreux points dans les différentes ascensions du jour, relâchant son effort une fois le sommet franchi, et se classe dans le même temps que le vainqueur de l'étape, Ferdi Kübler. Il conforte sa 1re place au classement des grimpeurs en s'échappant dans les quinzième et seizième étapes en compagnie de Robert Varnajo, sans toutefois pouvoir disputer la victoire d'étape. Entre Lyon et Grenoble, il passe en tête au col de Romeyère, escaladé pour la première fois dans l'histoire du Tour, puis, se désintéressant de la descente, s'arrête auprès d'un marchand pour lui commander une glace qu'il consomme avant de repartir. Premier dans la rampe de Laffrey, au col Bayard, au col du Galibier ou encore au col de la Faucille lors des étapes suivantes, il s'assure la victoire dans le Grand Prix de la montagne avec un total de 95 points contre 53 à Louison Bobet, le vainqueur du Tour. Au classement général, Federico Bahamontes prend la 25e place. Les primes gagnées au sommet des cols lui assurent un gain de 1 240 000 francs, soit plus que ce qu'il a gagné depuis cinq ans qu'il se consacre au cyclisme. Le nouveau « roi de la montagne » comme le surnomme la presse joue de sa popularité pour être engagé sur plusieurs critériums d'après Tour. Le 28 août, il est accueilli triomphalement à Tolède et reçu à l'hôtel de ville où le maire le décore. Souhaitant d'ores et déjà assurer sa reconversion, il décide d'investir son argent dans un magasin de cycles, vélomoteurs, armes et accessoires.
Federico Bahamontes connaît des résultats plus discrets lors de la saison 1955, en remportant notamment la course de côte du Mont-Agel, comme l'année précédente, ainsi que celle du mont Faron et le Tour des Asturies. Engagé pour la première fois sur le Tour d'Espagne, il se classe à la 21e place du classement général final.

#### Au pied du podium sur leTouret laVuelta(1956)
Federico Bahamontes ouvre sa saison 1956 par la course de côte du mont Faron, disputée en ligne. Devancé par Valentin Huot, il bat Charly Gaul au sprint pour la 2e place. Il se présente au départ du Tour d'Espagne avec de réelles ambitions. Les premières étapes offrent peu de spectacle avec, principalement, des arrivées au sprint. L'équipe d'Espagne se distingue lors de la 10e étape, un contre-la-montre par équipes à Montjuïc qu'elle achève à la 2e place, derrière l'équipe de France. Bahamontes prend également la 2e place du contre-la-montre individuel entre Bayonne et Irun derrière Claude Le Ber, ce qui lui permet de remonter à la 3e place du classement général, à près de 4 minutes de l'Italien Angelo Conterno, leader depuis sa victoire dans la deuxième étape. Bahamontes termine finalement 4e de ce Tour d'Espagne, une déception d'autant plus importante que son principal rival espagnol, Jesús Loroño, se classe 2e à 13 secondes de Conterno.
Bahamontes participe ensuite au Tour d'Italie où il se distingue en prenant la 2e place du contre-la-montre de Saint-Marin derrière Jan Nolten, puis de celui en altitude entre Bologne et San Luca, battu par Charly Gaul. Dans la 18e étape entre Merano et Trente, il attaque avec le Français Jean Dotto et passe en tête du col de Costalunga mais les conditions climatiques épouvantables qui frappent les coureurs, avec des bourrasques de neige, le poussent à l'abandon. Vainqueur de l'étape, Charly Gaul remporte également le Giro.
Federico Bahamontes est aligné sur le Tour de France 1956 à la tête de l'équipe d'Espagne en compagnie de Jésus Loroño. Dès la première étape, les Espagnols sont en déroute, à l'exception de Miguel Poblet. Bahamontes finit 62e à plus de 11 minutes du vainqueur André Darrigade. Il se reprend lors de la quatrième étape, un contre-la-montre sur le circuit de Rouen-les-Essarts, qu'il termine au 3e rang derrière Charly Gaul et Jean Brankart. À la sortie des Pyrénées, où il est passé à l'offensive, sans succès, il pointe au 28e rang à près de 45 minutes du nouveau maillot jaune, Jan Adriaensens. Échappé dans la 14e étape entre Toulouse et Montpellier, il se classe 4e, dans le même temps que le vainqueur Roger Hassenforder et reprend 17 minutes au peloton. Le journaliste Albert Baker d'Isy souligne la performance de Bahamontes dans les colonnes de Miroir-Sprint, insistant sur le fait que le coureur espagnol, principalement attendu en montagne a cette fois profité d'une étape de plaine pour refaire une partie de son retard, ce qui lui permet d'envisager à nouveau la victoire finale dans ce Tour de France malgré sa 17e place au classement général. Lors des étapes suivantes, il gagne encore quelques places.
La première étape alpestre entre Gap et Turin ne permet pas de creuser les écarts entre les favoris malgré l'ascension de plusieurs cols dont celui d'Izoard. Entre Turin et Grenoble, Bahamontes ne parvient pas à distancer ses concurrents dans les montées. Au contraire, c'est lui qui est lâché dans le descente du col de la Croix-de-Fer. Il franchit la ligne d'arrivée en compagnie de Roger Walkowiak, le nouveau maillot jaune, à 7 minutes de Charly Gaul, vainqueur de l'étape. Sixième du classement général, le coureur espagnol n'a plus aucune chance de remporter le Tour, mais il met à profit le contre-la-montre entre Saint-Étienne et Lyon, remporté par son compatriote Miguel Bover, pour remonter à la 4e place, tandis que Walkowiak s'assure la victoire finale.
Le 3 novembre, Federico Bahamontes et Fermina Aguilar Sánchez se marient à la mairie de Tolède, tandis que l'office religieux se tient à la cathédrale de la ville.

#### Deuxième du Tour d'Espagne (1957)

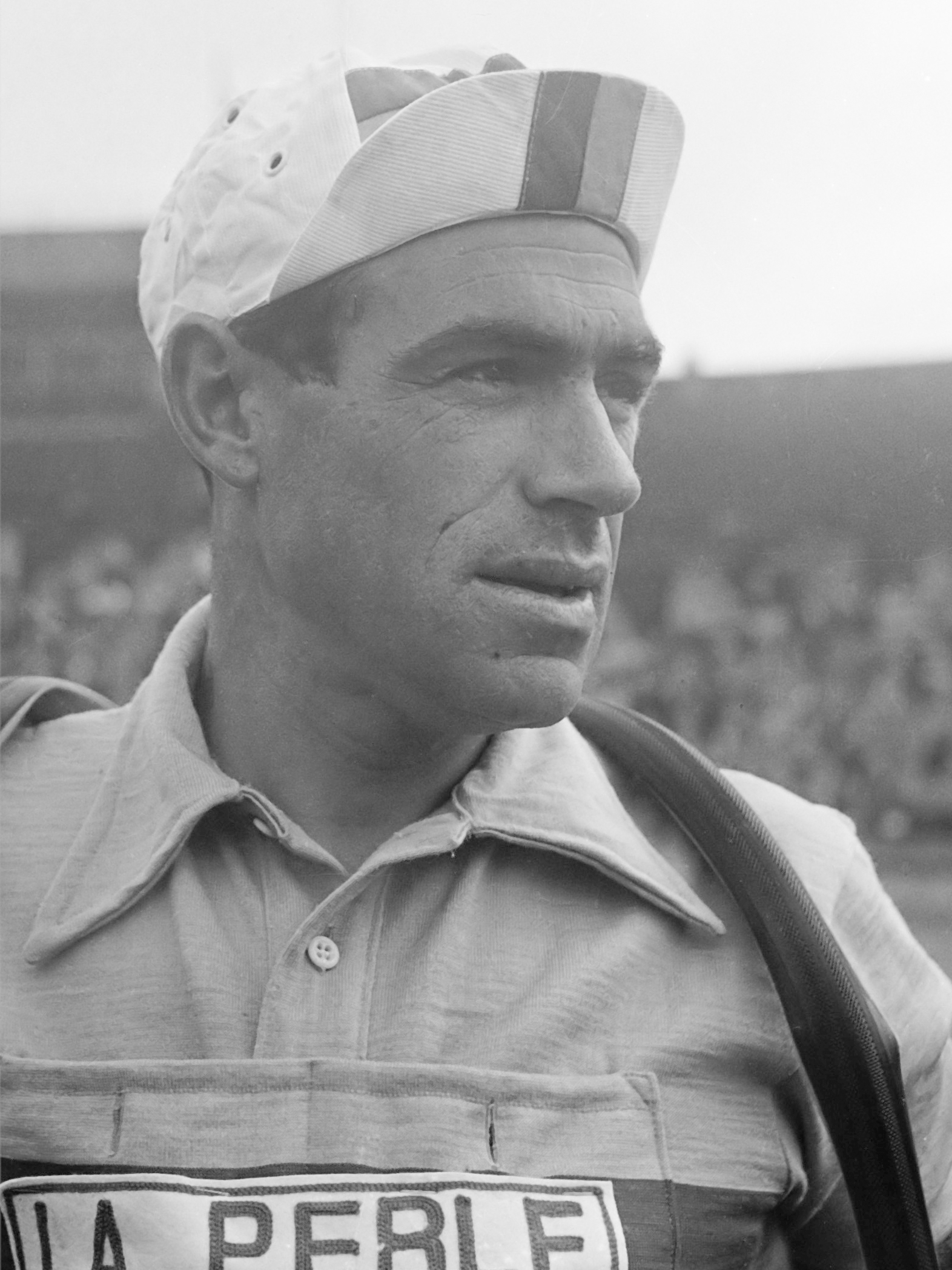
Bernardo Ruiz, coéquipier de Jesús Loroño et Federico Bahamontes.

La rivalité entre Jesús Loroño et Federico Bahamontes s'accroît encore sur le Tour d'Espagne 1957 alors que la mésentente règne au sein de l'équipe espagnole. Bahamontes remporte la troisième étape et prend la tête du classement général. Salvador Botella, qui est pourtant son coéquipier, l'attaque dans l'étape entre Valladolid et Madrid et lui ravit le maillot de leader. Vexé, Bahamontes le reprend deux étapes plus tard. Loroño, qui n'accepte pas la suprématie de Bahamontes, s'entend avec Bernardo Ruiz, avec qui il s'échappe en compagnie de quelques coureurs italiens dans la dixième étape. À l'arrière, Bahamontes roule pour défendre son maillot, mais doit abandonner la poursuite alors que le directeur sportif espagnol, Luis Puig, lui donne l'ordre de ne plus rouler. À l'arrivée de l'étape à Tortosa, son retard atteint 22 minutes. La mort dans l'âme, il doit abandonner tout espoir de succès dans ce Tour d'Espagne qu'il achève au 2e rang derrière Loroño,.
Au départ du Tour de France, Bahamontes nourrit de grandes ambitions. Il se glisse dans des échappées lors des 3e et 4e étapes et figure alors au 4e rang du classement général à un peu moins de 7 minutes du maillot jaune, Gilbert Bauvin. La forme qu'il affiche et les conditions caniculaires qui frappent ce début de Tour le placent au premier rang des favoris selon le journaliste Roger Bastide, qui précise : « Bahamontes n'a qu'un seul point faible, c'est...Jésus Loroño ». Les relations entre les deux hommes sont une nouvelle fois tendues et c'est pour contrer ce dernier que Bahamontes attaque dans l'ascension du collet du Linge, lors de l'étape Metz-Colmar. Le faible pourcentage de la pente ne permet pas de créer un grand écart mais il suffit à Bahamontes pour prouver sa supériorité dans les ascensions. Directeur du Tour, Jacques Goddet déclare alors dans le journal L'Équipe : « L'Aigle de Tolède va planer dans la haute montagne. » Ce surnom est alors repris par l'ensemble des suiveurs.
Il abandonne pourtant dans la neuvième étape entre Besançon et Thonon-les-Bains, malgré l'insistance de ses coéquipiers et de l'encadrement de l'équipe d'Espagne qui l'exhortent à poursuivre la route. Il explique cet abandon par une douleur au bras due à une piqûre intraveineuse de calcium administrée par son directeur sportif Luis Puig et qui l'empêche de tenir son guidon. Le docteur Pierre Dumas examine Bahamontes et confirme les déclarations du coureur. Selon la législation française, seuls les médecins sont habilités à pratiquer ces piqûres intraveineuses, ce qui amène les organisateurs du Tour à exiger auprès de la fédération espagnole qu'un autre directeur sportif soit nommé à la tête de l'équipe d'Espagne lors des éditions suivantes.

#### Champion d'Espagne (1958)
Federico Bahamontes participe aux trois grands tours lors de la saison 1958. Sur le Tour d'Espagne, sa rivalité avec Jesús Loroño fragilise une nouvelle fois l'équipe d'Espagne. Dans la troisième étape entre Pampelune et Saragosse, il attaque avec les Français Jean Stablinski et François Mahé et quelques coureurs régionaux tandis qu'à l'arrière, Loroño dirige la poursuite. Les efforts consentis par les deux hommes leur sont fatals lors de l'étape suivante, au cours de laquelle ils sont distancés. Malgré l'intervention du directeur sportif Luis Puig, les deux rivaux refusent de s'entraider. La victoire finale revient à Stablinski tandis que Bahamontes doit se contenter de la 6e place. Les deux coureurs espagnols sont largement conspués par le public à l'arrivée à Madrid.
Revanchard, Federico Bahamontes gagne la quatrième étape du Tour d'Italie en devançant Charly Gaul dans la montée finale vers Superga. Diminué par une chute dans la treizième étape, il ne se classe que 4e du contre-la-montre en côte de Saint-Marin, puis ne peut jouer un rôle majeur dans la traversée des Dolomites. Trop éloigné au classement général, il perd également la tête du Grand Prix de la montagne au profit du Belge Jean Brankart.
L'équipe espagnole sur le Tour de France 1958 est dirigée par l'ancien coureur Dalmacio Langarica. Dans la deuxième étape qui emprunte de nombreux secteurs pavés, Bahamontes est peu à l'aise et concède plus de 9 minutes de retard sur le vainqueur du jour. Par ailleurs, des douleurs au ventre font craindre qu'il souffre d'un début d'appendicite. À l'issue du contre-la-montre de la huitième étape, il n'occupe que le 63e rang du classement général, à près de 29 minutes du maillot jaune André Darrigade et surtout très loin des deux favoris du Tour, Charly Gaul et Jacques Anquetil. Federico Bahamontes montre un tout autre visage lors des étapes pyrénéennes. Entre Dax et Pau, il franchit en tête le col du Soulor puis l'Aubisque, mais est devancé pour la victoire d'étape par Louis Bergaud. Le lendemain, il passe à nouveau en tête au sommet de l'Aspin et du Peyresourde et s'impose en solitaire à l'arrivée à Luchon. Outre la victoire d'étape, il prend également la tête du classement du meilleur grimpeur, une position qu'il renforce dans l'étape suivante en franchissant le premier le col des Ares puis le Portet-d'Aspet. Sa 2e place sur le contre-la-montre du Mont Ventoux, dans lequel il est le seul coureur à concéder moins d'une minute au vainqueur luxembourgeois Charly Gaul, lui permet de remonter au 14e rang du classement général. Bahamontes remporte une deuxième victoire d'étape à Briançon, passant à l'offensive dès le pied du col d'Izoard avant de s'imposer en solitaire. Finalement 8e de ce Tour de France remporté par Charly Gaul, il s'adjuge à la fois le classement de la montagne et celui de la combativité.

#### Victoire dans le Tour de France (1959)

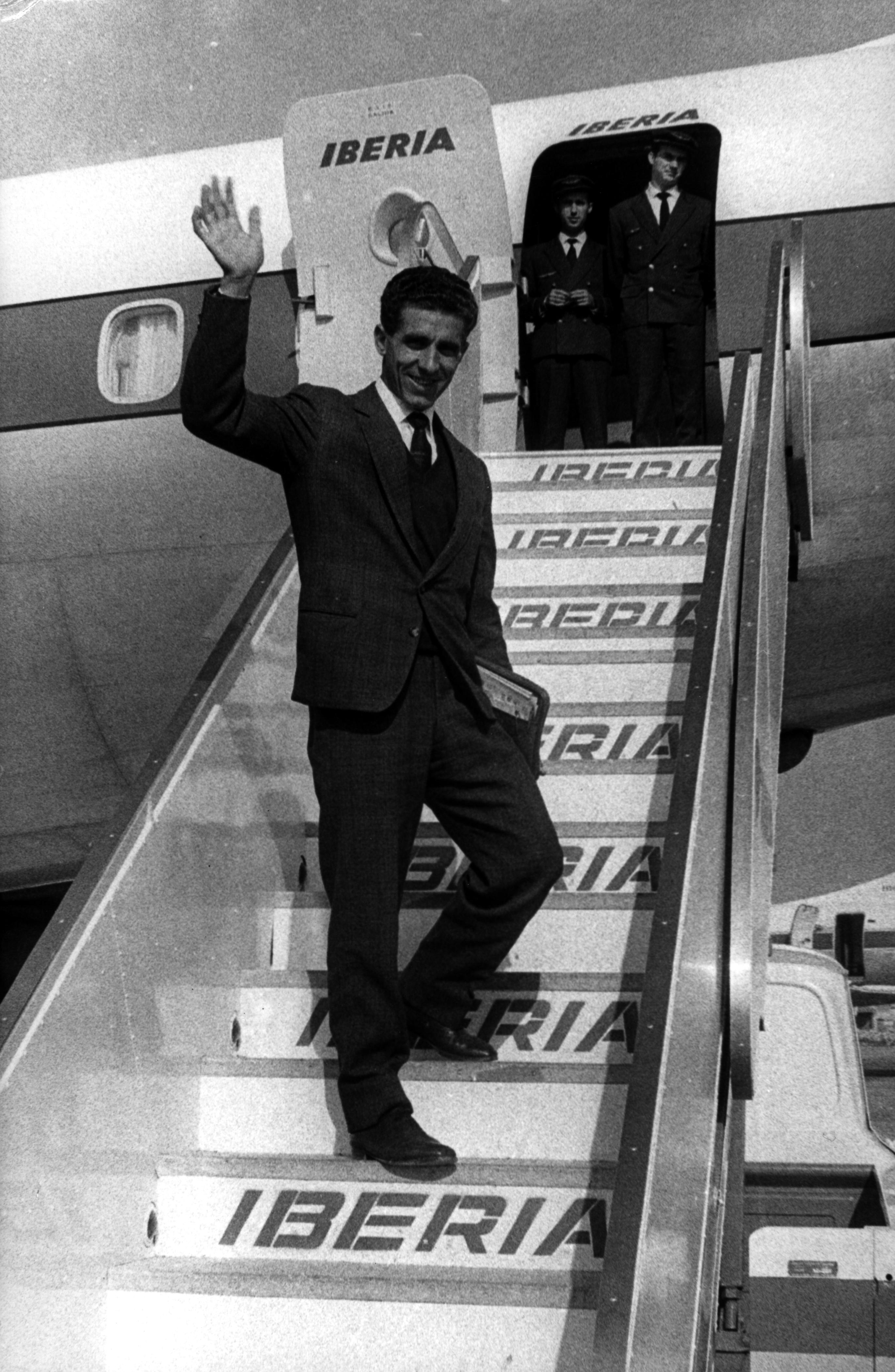
Federico Bahamontes après sa victoire dans le Tour 1959.

Au début de la saison 1959, Federico Bahamontes rejoint l'Italien Fausto Coppi qui lui propose un rôle de leader au sein de l'équipe Tricofilina-Coppi. Son premier objectif de la saison, le Tour d'Espagne, s'achève sur une déception : 3e de la première étape, puis vainqueur de la quatrième étape entre Séville et Grenade, il abandonne dans la onzième, souffrant d'un anthrax à la cuisse gauche. Fausto Coppi critique l'attitude de son coureur, qu'il accuse d'être un « tire-au-flanc », alors que celui-ci doit pourtant subir une intervention chirurgicale pour soigner sa blessure. De retour à la compétition, Federico Bahamontes intègre l'équipe Condor sur le Tour de Suisse. Largement distancé dans la première étape, il s'impose dans la troisième étape, un contre-la-montre en côte de 12 km entre Siebnen et Satteleg. Finalement 3e du classement général, il se montre satisfait de sa condition physique.
Federico Bahamontes prend la 2e place du championnat d'Espagne, à 45 secondes d'Antonio Suárez mais loin devant son rival Jesús Loroño. Ce dernier exige d'être désigné comme leader unique de l'équipe d'Espagne pour le Tour de France, ce que refuse le sélectionneur Dalmacio Langarica. Loroño est évincé, Bahamontes endosse seul le rôle de leader.
Il termine les deux premières étapes, à Metz et Namur, dans le groupe de tête et limite l'écart avec ses rivaux dans la sixième étape contre-la-montre entre Blain et Nantes, dont il se classe 10e, à 2 min 58 s de Roger Rivière. Il ne concède qu'un peu plus d'une minute à Charly Gaul, le vainqueur sortant et principal favori de l'épreuve. Dès lors, le sélectionneur Dalmacio Langarica se montre optimiste et déclare : « Bahamontes est le plus grand coureur de tous les temps et cette année, avec la chaleur qui a commencé à s'abattre sur le peloton, il réunit toutes les conditions pour remporter le Tour de France. » Bahamontes se montre lui aussi confiant en réaffirmant qu'il ne vise pas le grand prix de la montagne mais bel et bien le maillot jaune.
Federico Bahamontes passe à l'attaque dans le col du Tourmalet lors de la première étape pyrénéenne en compagnie de Charly Gaul. Cette offensive permet aux deux coureurs de reprendre près d'une minute trente sur les autres favoris, Ercole Baldini, Jacques Anquetil, Roger Rivière et Louison Bobet. Dans l'étape Albi-Aurillac, Federico Bahamontes participe à une échappée dont il est un des principaux animateurs. Troisième de l'étape derrière Henri Anglade et Anquetil, il remonte à la 5e place du classement général, à 7 minutes du nouveau maillot jaune belge Jos Hoevenaars. Surtout, il a repris plus de 3 minutes à Roger Rivière et plus de 20 minutes à Charly Gaul, défaillant.
Bahamontes domine largement ses adversaires dans le contre-la-montre sur les pentes du Puy de Dôme. Vainqueur de l'étape avec 1 min 26 s d'avance sur Charly Gaul, son premier poursuivant, il revient à seulement 4 secondes du maillot jaune Jos Hoevenaers. Échappé en compagnie de Gaul, à qui il laisse la victoire d'étape, entre Saint-Étienne et Grenoble, Federico Bahamontes endosse le maillot jaune pour la première fois de sa carrière. Légèrement distancé dans la première étape alpestre qui mène les coureurs à Aoste, il bénéficie du soutien inattendu des coureurs de l'équipe de France, Anquetil et Rivière, qui refusent de voir Henri Anglade occuper la place de meilleur français au classement général alors qu'il n'est membre que d'une équipe régionale. Bahamontes n'est pas inquiété lors de seconde étape alpestre, puis gère son avance sur ses concurrents lors du contre-la-montre Seurre-Dijon. Il devient le premier espagnol vainqueur du Tour de France.
Bahamontes reçoit un accueil triomphal à son retour à Tolède et participe à plusieurs festivités, dont une corrida aux bénéfices des pauvres et des enfants handicapés puis est reçu par le général Franco à Madrid.

#### Les déceptions (1960-1961)

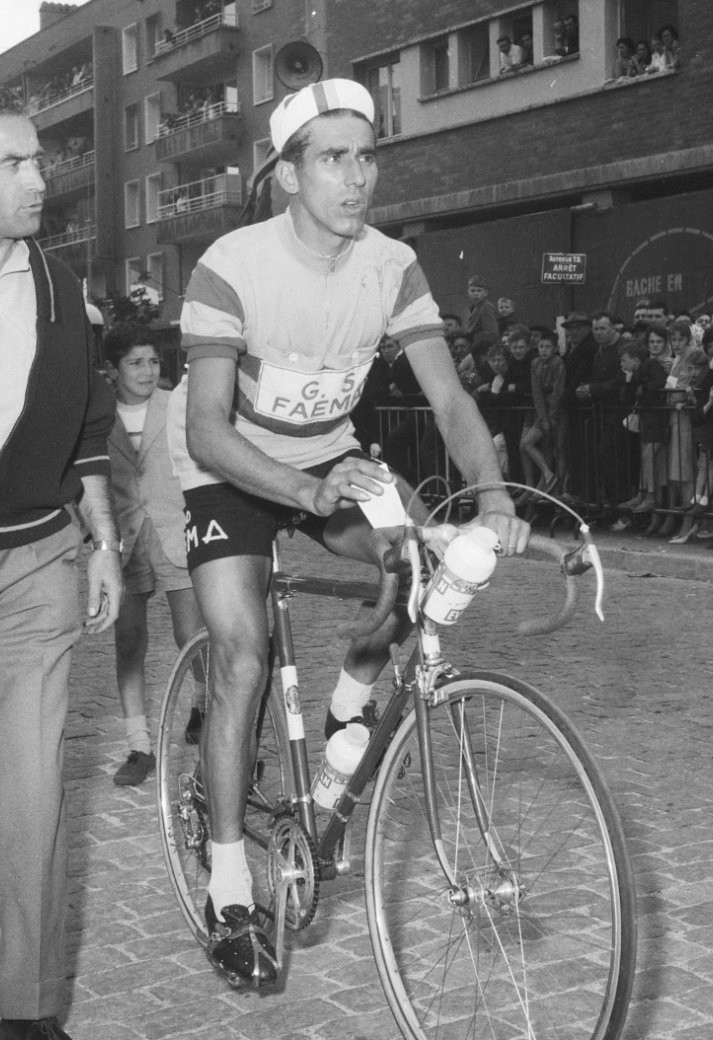
Federico Bahamontes en 1960.

Alors qu'il se montre très ambitieux, la saison 1960 commence très mal pour Federico Bahamontes : il tombe dans une descente lors de la dernière étape du Tour du Levant et se fracture le col du fémur gauche. Également blessé au visage, il entame une convalescence de plusieurs semaines. Sollicité pour participer au Tour d'Espagne, il refuse dans un premier temps de s'y engager, s'estimant en trop faible condition physique. Devant l'insistance de Luis Bergareche, l'organisateur de la course, il décide finalement d'y prendre part, monnayant sa présence contre un contrat de 12 000 pesetas par étape. Il y remporte la treizième étape à Saint-Sébastien mais se retire brutalement de la course entre Santander et Bilbao. La veille, il s'était volontairement laissé distancer, accusant une heure de retard à la fin de l'étape pour protester contre l'exclusion de son équipier Julio San Emeterio par les commissaires. Il reproche également à la direction de course une sympathie trop marquée à l'égard de Jesús Loroño. Après son retrait sous les huées du public, Bahamontes est fortement critiqué par la presse espagnole. Le quotidien Arriba titre notamment : « L'Aigle a perdu ses ailes ».
Federico Bahamontes connaît ensuite une série d'échecs sur de modestes épreuves du calendrier français, ainsi qu'une piètre performance dans le championnat d'Espagne contre-la-montre dans lequel il concède plus de 6 minutes au vainqueur Antonio Suárez. Il déclare aux journalistes qu'il souffre de l'estomac et qu'il n'est pas certain de prendre part au Tour de France s'il s'estime en trop mauvaise condition. Les dirigeants de la Fédération espagnole doutent de sa sincérité et le convoquent à Madrid au mois de juin pour régler l'affaire. Bahamontes accepte de défendre son titre sur les routes françaises, bien que son état de santé soit fragile : il affiche une tension artérielle très faible et un surplus de 3 kg par rapport à son poids de forme. Une semaine avant le départ de Lille, il doit soigner une colite spasmodique. Le vainqueur sortant prend toutefois le départ du Tour mais abandonne dès la deuxième étape entre Bruxelles et Dunkerque, malgré l'insistance de ses coéquipiers qui l'exhortent à poursuivre. Bahamontes est une nouvelle fois la cible de la presse et la Fédération espagnole décide de le soumettre à un examen médical approfondi qui révèle des difficultés respiratoires.
La saison 1961 n'est pas meilleure pour le champion espagnol. En début d'année, il s'impose sur la course de côte du Mont-Agel ainsi que la course de côte Arrate-Eibar. Après une participation au Tour de Romandie, conclu au 12e rang, il s'aligne sur le Tour d'Italie en vue de parfaire sa condition pour le Tour de France. Incapable de peser sur la course, il abandonne dans la dix-septième étape à Trieste en raison d'une douleur musculaire. Il renonce également à son engagement sur la Grande Boucle.

#### Le retour deL'Aigle de Tolède(1962)

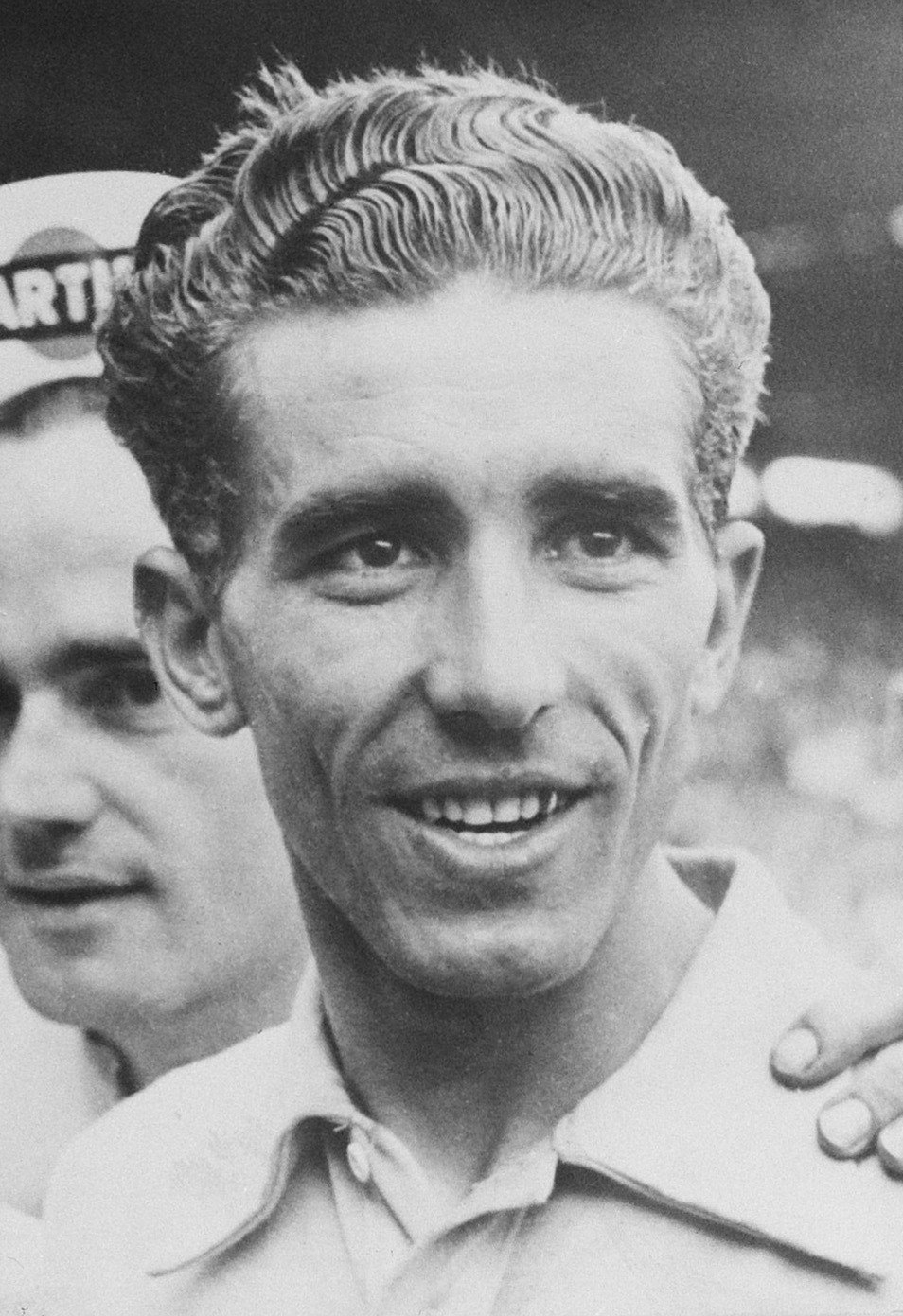
Federico Bahamontes sur le Tour 1962.

En 1962, Federico Bahamontes rejoint l'équipe française Margnat-Paloma. Son directeur sportif, Raoul Rémy, fonde de grands espoirs en lui en vue du Tour de France qui voit disparaître les équipes nationales et régionales au profit des marques extra-sportives. Le coureur espagnol répond aux attentes de son équipe lors de la traversée des Pyrénées. Dans la douzième étape entre Pau et Saint-Gaudens, il franchit en tête le col du Tourmalet, puis l'Aspin et le Peyresourde, mais les soixante derniers kilomètres en descente et sur le plat lui sont fatals. Bahamontes ne peut disputer la victoire d'étape à Robert Cazala, vainqueur au sprint. Le lendemain, dans le contre-la-montre en côte vers Superbagnères, il prouve qu'il a retrouvé ses qualités de grimpeur en s'imposant avec près d'1 min 30 s sur son premier poursuivant, le Belge Joseph Planckaert, nouveau maillot jaune. Dans les Alpes, Federico Bahamontes passe en tête du col de Restefond et de l'Izoard, ce qui lui permet d'assurer une nouvelle victoire dans le classement de la montagne. Il achève ce Tour de France au 4e rang.

#### Sur le podium du Tour (1963-1964)
Federico Bahamontes est de nouveau le leader de l'équipe Margnat-Paloma pour la saison 1963. Il multiplie les places d'honneur, 2e du Tour de Romandie, 4e du Grand Prix du Midi libre et 5e du Critérium du Dauphiné libéré, en remportant au passage le classement de la montagne lors de ces deux dernières épreuves. Il se présente au départ du Tour de France avec des ambitions accrues et affiche sa bonne forme dès la première étape en se glissant dans un groupe de quatre échappés, ce qui lui permet de prendre près d'une minute trente d'avance sur les principaux favoris. Il concède le même temps à Jacques Anquetil dans le contre-la-montre de la sixième étape, ce qui constitue une performance remarquable au regard de la supériorité du Français dans ce domaine. Les suiveurs du Tour ainsi que le directeur Jacques Goddet en font alors un candidat crédible à la victoire finale. Dans la première étape de montagne entre Pau et Bagnères-de-Bigorre, Federico Bahamontes passe en tête du col d'Aubisque puis du Tourmalet mais ne parvient pas à creuser suffisamment l'écart sur ses rivaux. Rejoint dans la descente, il prend la 4e place de l'étape remportée au sprint par Anquetil et se retrouve également 4e du classement général. Il frappe un grand coup en gagnant en solitaire la quinzième étape à Grenoble avec un peu plus de 3 minutes d'avance sur Anquetil, 3e. Il remonte au 2e rang du classement général derrière le Belge Gilbert Desmet et avec seulement trois secondes d'avance sur Anquetil. Le lendemain, les deux favoris ne parviennent pas à se départager sur l'étape qui mène les coureurs à Val-d'Isère, mais l'Espagnol profite de la défaillance de Desmet pour endosser le maillot jaune. Dominateur en montagne, Bahamontes ne réussit pourtant pas à distancer Anquetil dans l'étape suivante et c'est le coureur français qui gagne au sprint à Chamonix, reprenant au passage le maillot jaune grâce aux bonifications. Anquetil assure son succès dans le dernier contre-la-montre entre Arbois et Besançon. Federico Bahamontes, qui s'estimait pourtant plus fort que lors de sa victoire en 1959, doit se contenter de la 2e place du classement général final. Il remporte également le grand prix de la montagne pour la cinquième fois.

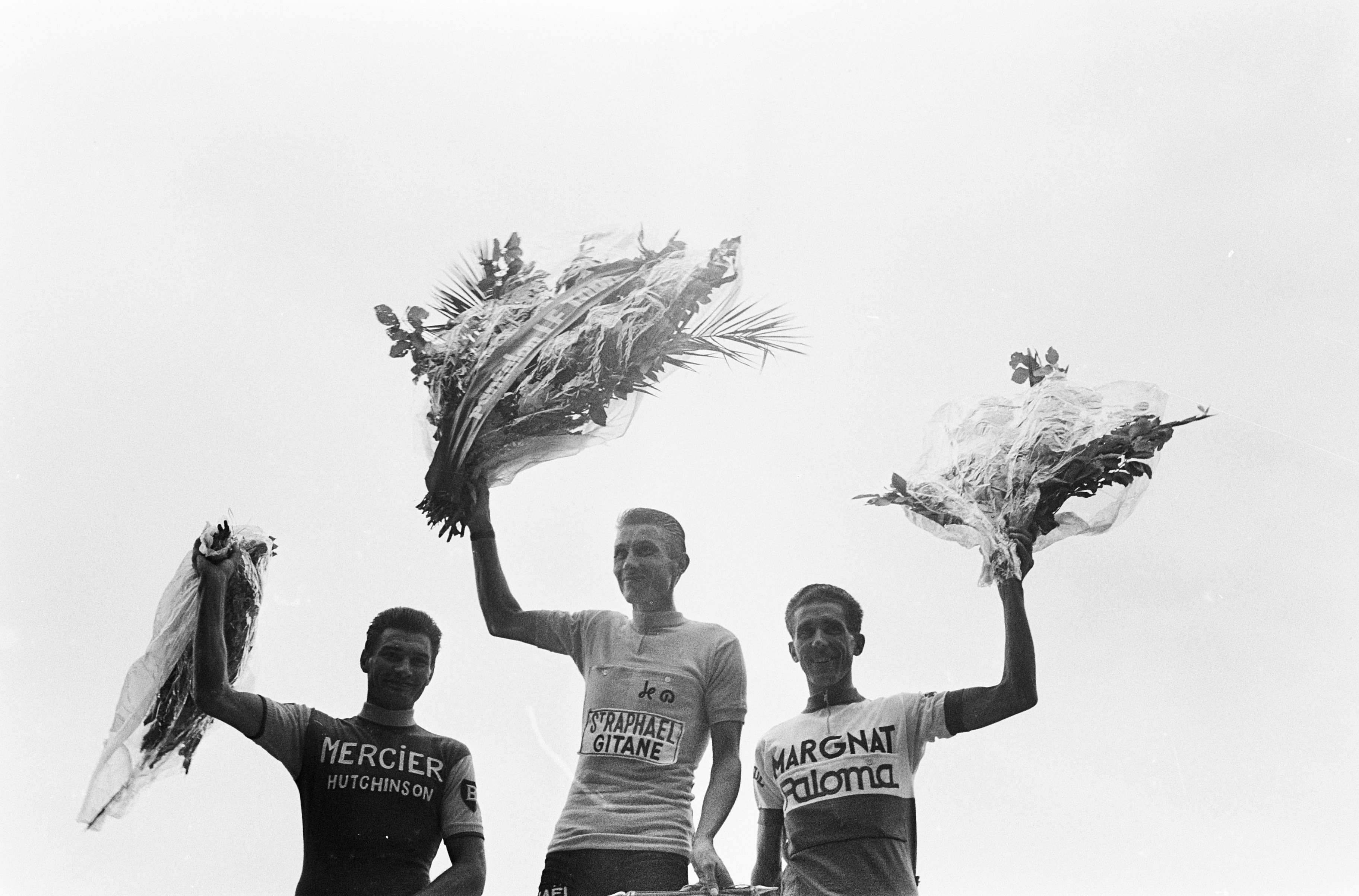
Federico Bahamontes (à droite) sur le podium du Tour de France aux côtés de Jacques Anquetil (au centre) et Raymond Poulidor.

En 1964, Federico Bahamontes remporte plusieurs succès. Il triomphe à nouveau sur la course de côte du mont Faron en ligne et contre-la-montre en améliorant au passage son propre record, ainsi qu'une étape du Grand Prix du Midi libre, la Subida a Arrate et la Subida al Naranco. Il monte à nouveau sur le podium du Tour de France, à la 3e place derrière Jacques Anquetil et Raymond Poulidor. Il devance d'ailleurs ces deux coureurs dans l'étape qui s'achève au Puy de Dôme en prenant la 2e place derrière son compatriote Julio Jiménez, une étape durant laquelle les deux champions français marquent l'histoire du Tour par leur duel dans la montée finale. Il gagne deux étapes, à Briançon et à Pau et remporte pour la sixième et dernière fois le grand prix de la montagne, un record qui ne sera battu que 40 ans plus tard par Richard Virenque.

### Retraite et après-carrière
La saison 1965 est la dernière de Federico Bahamontes en tant que coureur professionnel. Dixième du Tour d'Espagne, il participe à son dernier Tour de France lors duquel il se montre incapable de suivre le rythme. Avant-dernier de l'étape de montagne entre Dax et Bagnères-de-Bigorre, il abandonne le lendemain, après une ultime attaque sans succès dans la montée du col de Portet-d'Aspet, baroud d'honneur pour le champion qui déclare : « J'ai essayé de faire quelque chose, mais je n'ai pas pu. J'avais mal au genou depuis le premier jour et on ne peut pas courir le Tour de France avec une seule jambe ; alors je me suis arrêté. » Il remporte la dernière victoire de sa carrière le 12 octobre 1965, l'Escalade de Montjuïc.
Après sa retraite sportive, Federico Bahamontes reprend la direction de son magasin de cycles et de vélomoteurs à Tolède en 1966 et devient organisateur d'une course cycliste, le Tour de Tolède. Il affirme n'être jamais remonté sur un vélo après la fin de sa carrière, à l'exception d'un hommage funèbre rendu à Luis Ocaña, vainqueur du Tour de France 1973 et qui s'est donné la mort en 1994. Pour autant, il témoigne d'un profond attachement pour le cyclisme. À propos de sa carrière, il déclare en 2009 : « Je revis ça tous les jours, ça me donne toujours autant d'émotion, et suivre les courses d'aujourd'hui, revoir les endroits où je suis passé, j'en ai la chair de poule et je suis heureux. »
Federico Bahamontes meurt le 8 août 2023 à Valladolid, à l'âge de 95 ans. Il est inhumé au cimetière municipal de Tolède.

## Postérité

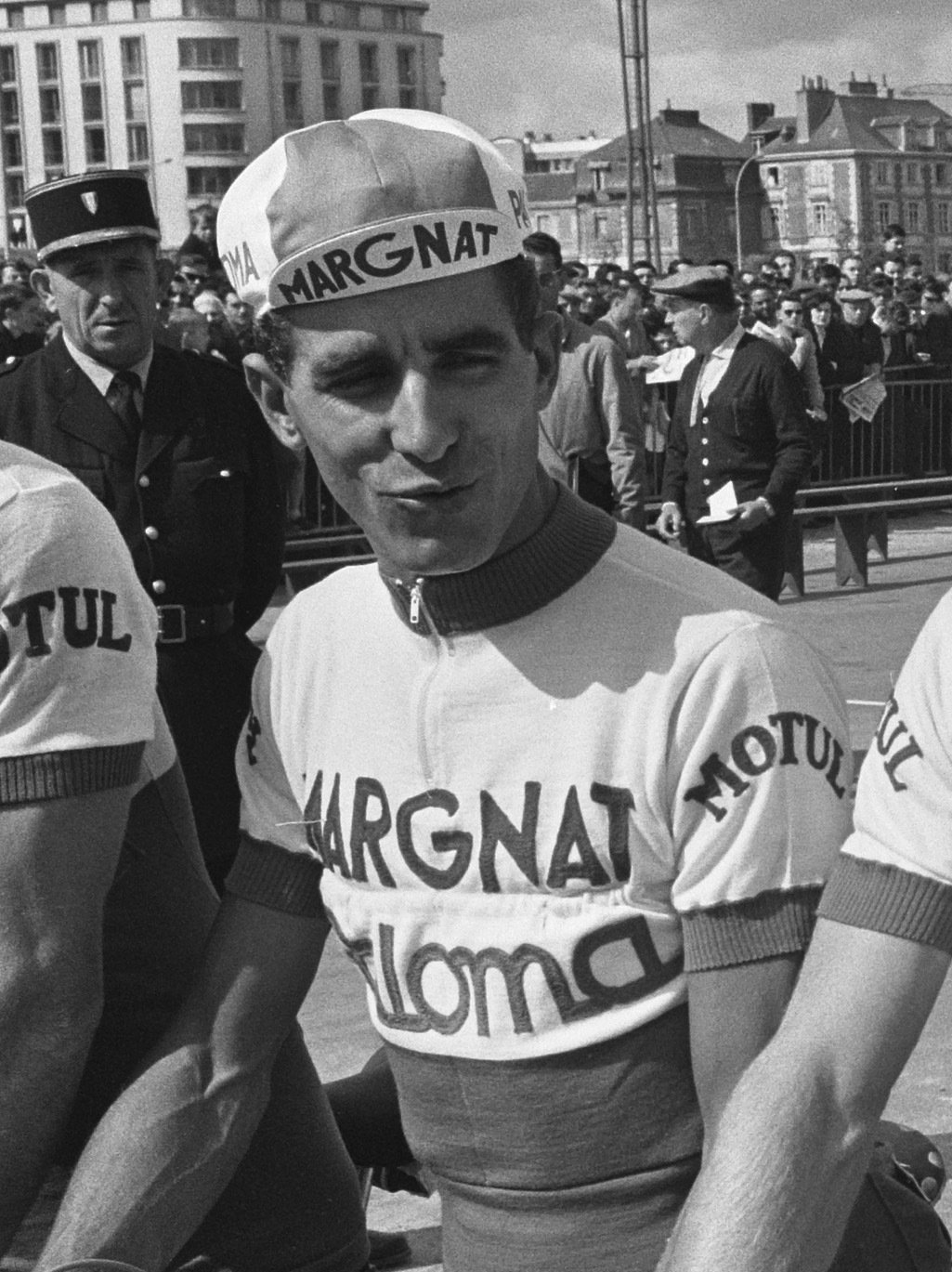
Federico Bahamontes en 1964.

Premier vainqueur espagnol du Tour de France, Federico Bahamontes possède un palmarès digne des plus grands grimpeurs de l'histoire du cyclisme avec neuf victoires dans les grands prix de la montagne sur les grands tours, dont six sur la Grande Boucle. Jean-Paul Ollivier, qui lui a consacré une biographie, analyse le rôle du coureur dans le renforcement du sentiment national espagnol :

« Cette Espagne qui ressentait le besoin, au sortir de la guerre civile, de se créer des personnages à la hauteur de ses fantasmes, héros positifs capables de panser ses déchirures et ses malentendus, va le conserver dans son histoire nationale au même titre qu'El Cordobés, le torero des années blêmes. »

En 2002, Federico Bahamontes fait partie des coureurs retenus dans le Hall of Fame de l'Union cycliste internationale. Un hommage lui est rendu par les organisateurs du Tour de France au départ de la 6e étape du Tour de France 2009 à Gérone pour célébrer le cinquantième anniversaire de sa victoire dans l'épreuve. Cette même année, une cérémonie en son honneur se tient à Madrid à l'initiative du journal Marca, lors de laquelle Bruno Delaye, ambassadeur de France à Madrid, lui offre une plaque commémorative au nom de la République française. En 2013, à l'occasion de la centième édition du Tour de France, un jury réuni par L'Équipe magazine désigne Federico Bahamontes comme le meilleur grimpeur de l'histoire de l'épreuve. Heureux de recevoir ce prix qu'il considère comme « mérité », il se montre véhément envers Richard Virenque, qui détient le record du nombre de maillots à pois portés à Paris avec sept victoires, soit une de plus que lui : « Il ne m'arrive pas à la cheville. Qu'il ne m'en veuille pas, mais, si lui il est grimpeur, moi, je suis Napoléon ! » En 2014, lors de la cérémonie des Premios Nacionales del Deporte 2013, il reçoit des mains du roi Felipe VI le prix Francisco Fernández Ochoa pour l'ensemble de sa carrière,. En 2016, la municipalité de Tolède, avec le soutien de la Fundación Soliss, annonce qu'une statue rendant hommage au coureur sera installée dans la montée du Miradero, à proximité du palais des Congrès de la ville. Un musée lui est dédié dans les bâtiments de la société Würth à Seseña, cependant la ville de Tolède annonce en 2015 sa volonté de transférer ce musée dans de nouveaux locaux au sein de la ville.
Federico Bahamontes est cité dans le film Le Fabuleux Destin d'Amélie Poulain. Le personnage principal, Amélie, trouve dans l'appartement qu'elle occupe une boîte de jouets que l'ancien propriétaire a oublié et la lui rend. À ce moment-là l'homme, qui est déjà d'âge moyen, se rappelle son enfance, au cours de laquelle il a suivi avec passion la victoire de Bahamontes dans le Tour de France 1959. À partir de la mort de Roger Walkowiak survenue en février 2017, jusqu'à sa mort en août 2023, il est le plus ancien vainqueur du Tour de France encore en vie. Lucien Aimar, vainqueur du Tour de France 1966, lui succède alors que Jan Janssen, lauréat du Tour de France 1968, devient à la mort de Bahamontes le vainqueur en vie le plus âgé.

## Style, personnalité et caractéristiques

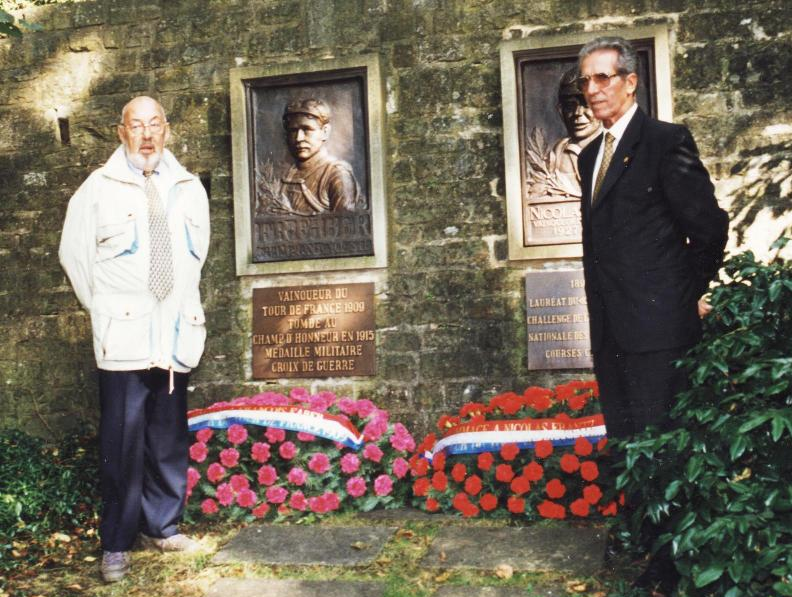
Charly Gaul (à gauche) et Federico Bahamontes, deux des plus grands grimpeurs du Tour.

Coureur longiligne, « silhouette efflanquée de Don Quichotte », Federico Bahamontes, est considéré comme l'un des plus grands grimpeurs de l'histoire du cyclisme, au même titre que son contemporain Charly Gaul. « Sec comme un sarment de vigne » selon le mot du journaliste René de Latour, il affiche un poids de 62 kilogrammes pour 1,74 m lors de sa victoire sur le Tour de France 1959. Jean-Paul Ollivier compare la constitution physique de Bahamontes à celle de Fausto Coppi dont un des points communs est un pouls plus faible que la moyenne, bien inférieur à soixante battements par minute.
Il tient son surnom d'Aigle de Tolède à sa manière aérienne de monter les cols et à sa supériorité sur ses contemporains dans ce domaine. Jacques Augendre le décrit comme « un escaladeur surdoué, fantaisiste, parfois fantasque ». Le journaliste Pierre Chany décrit ainsi le style de Bahamontes : « Quand il grimpait, il était étourdissant, accomplissant son ascension au rythme de métronome de ses épaules. Le plus admirable, c'était le mouvement de son corps au niveau des reins. Il avait la souplesse d'un danseur de Flamenco. ». Étincelant dans les montées, il est à l'inverse un piètre descendeur, ce qui le conduit régulièrement à se faire rattraper en descente par les coureurs qu'il avait distancés dans la montée. Coureur combatif, il se distingue par son esprit offensif et ses attaques systématiques dans les cols. Selon le chroniqueur littéraire Alain Rémond, Federico Bahamontes « c'était le panache ! L'orgueil ! La bravoure ! »
Coureur nerveux et imprévisible, ses succès ou ses échecs dépendent de son moral, selon Jean-Paul Ollivier, « car bien souvent il ne parvient pas à se dominer. » Sa carrière est également marquée par sa rivalité avec son compatriote Jesús Loroño. Cette rivalité atteint son paroxysme sur le Tour d'Espagne 1957 au cours duquel Federico Bahamontes doit renoncer à défendre son maillot de leader à la demande du sélectionneur Luis Puig qui favorise l'échappée de Loroño,. Dès lors, chacun refuse d'aider l'autre et le conflit entre les deux champions espagnols fragilise l'ensemble de l'équipe, à l'image de leur marquage sur le Tour d'Espagne 1958 qui profite au Français Jean Stablinski. Selon leur coéquipier Jesús Galdeano, la rivalité entre Bahamontes et Loroño est aussi forte que celle entre les campionissimi Fausto Coppi et Gino Bartali.

## Palmarès

### Palmarès année par année
| - 1949 - Trophée Luis Guijarro - Tour d'Ávila - 1950 - 2e du championnat d'Espagne amateurs - 1951 - Tour d'Ávila - 1952 - Tour d'Albacete - 3e du Tour de Salamanque - 1953 - Champion d'Espagne des régions - Champion de Castille indépendants - Tour de Malaga : - Classement général - 3 étapes - Circuito Sardinero - 2e du Trofeo Jaumendreu - 1954 - Trophée de la Fédération espagnole - Nice-Mont Agel - 3ea étape du Tour de Majorque - Classement de la montagne du Tour de France - 2e du GP Eibar - 2e de la Clásica a los Puertos de Guadarrama - 3e du Tour de Majorque - 1955 - Course de côte Nice-Mont Agel - Course de côte du mont Faron (contre-la-montre) - Monaco-Mont Agel - 2e étape du GP Eibar - Clásica a los Puertos de Guadarrama - Tour des Asturies : - Classement général - 6e étape - 6eb (contre-la-montre) et 9e étapes du Tour de Catalogne - 1956 - Trophée de la Fédération espagnole - Grand Prix de la montagne du Tour d'Italie - 2e de la course de côte du mont Faron - 4e du Tour d'Espagne - 4e du Tour de France - 1957 - Course de côte du mont Faron - Tour d'Espagne : - Grand Prix de la montagne - 3e étape - Tour des Asturies : - Classement général - 1re étape - 2e du Tour d'Espagne - 1958 - Champion d'Espagne sur route - Trophée de la Fédération espagnole - Grand Prix de la montagne du Tour d'Espagne - 4e étape du Tour d'Italie - Subida a Arrate - Tour de France : - Classement de la montagne - 14e et 20e étapes - 6e du Tour d'Espagne - 8e du Tour de France - 1959 - Trophée de la Fédération espagnole - Championnat d'Espagne de la montagne - Champion d'Espagne des régions - 4e étape du Tour d'Espagne - Subida a Arrate - 3eb (contre-la-montre) et 5e étapes du Tour de Suisse - Tour de France : - Classement général - Classement de la montagne - 15e étape (contre-la-montre) - 2e de la course de côte du mont Faron (contre-la-montre) - 2e du championnat d'Espagne sur route - 3e du Tour de Suisse - 6e du Super Prestige Pernod | - 1960 - Subida a Arrate - 13e étape du Tour d'Espagne - GP de Pliego : - Classement général - 2 étapes - 1961 - Monaco-Mont Agel - Nice-Mont Agel - 4e étape du Tour de Sardaigne - Subida a Arrate - 2e de la course de côte du mont Faron (contre-la-montre) - 3e du championnat d'Espagne sur route - 3e du Tour des Apennins - 3e du GP Ayutamiento de Bilbao - 1962 - Course de côte du mont Faron (en ligne) - Subida a Arrate - Course de côte du mont Faron (contre-la-montre) - 3ea étape du Tour de Romandie - Tour de France : - Classement de la montagne - 13e étape (contre-la-montre) - 4e du Critérium du Dauphiné libéré - 7e du Tour de Romandie - 1963 - Course de côte du mont Faron (contre-la-montre) - Tour de France : - Classement de la montagne - 15e étape - 4ea étape du Tour de Catalogne (contre-la-montre par équipes) - 2e de la Subida a Arrate - 2e du Tour de Romandie - 2e du Tour de France - 3e de la Subida al Naranco - 5e du Critérium du Dauphiné libéré - 1964 - Course de côte du mont Faron (en ligne) - Course de côte du mont Faron (contre-la-montre) - 5e étape du Grand Prix du Midi libre - Tour de France : - Classement de la montagne - 8e et 16e étapes - Subida al Naranco - Six Jours de Madrid (avec Rik Van Steenbergen) - 3e du Tour de France - 6e du Critérium du Dauphiné libéré - 1965 - Escalade de Montjuïc - Circuit du Provençal - 2e de la Subida a Arrate - 2e de l'Escalade de Montjuïc - 3e de la Subida a Urkiola - 10e du Tour d'Espagne |  |

### Résultats sur les grands tours

#### Tour de France
10 participations.

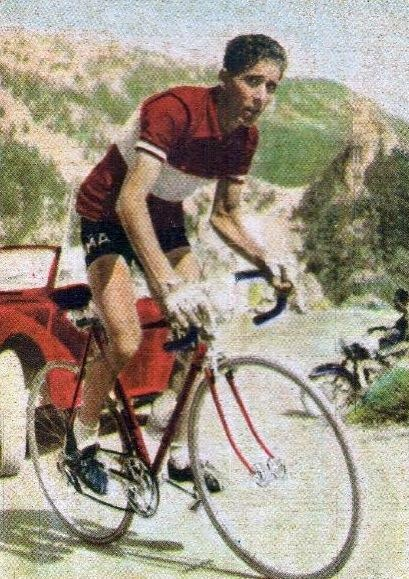
Federico Bahamontes en 1959-60.

- 1954 : 25e du classement général et  vainqueur du classement de la montagne.
- 1956 : 4e du classement général.
- 1957 : abandon lors de la 9e étape.
- 1958 : 8e du classement général, vainqueur du  classement de la montagne, du prix de la combativité et des 14e et 20e étapes.
- 1959 :  Vainqueur du classement général, vainqueur du  classement de la montagne et de la 15e étape (contre-la-montre),  maillot jaune pendant 6 jours.
- 1960 : abandon lors de la 2e étape.
- 1962 : 14e du classement général, vainqueur du  classement de la montagne et de la 13e étape (contre-la-montre).
- 1963 : 2e du classement général, vainqueur du  classement de la montagne et de la 15e étape,  maillot jaune pendant un jour.
- 1964 : 3e du classement général, vainqueur du  classement de la montagne et des 8e et 16e étapes.
- 1965 : abandon lors de la 10e étape.

#### Tour d'Espagne
7 participations.
- 1955 : 21e du classement général.
- 1956 : 4e du classement général.
- 1957 : 2e du classement général, vainqueur du  classement de la montagne et de la 3e étape,  maillot amarillo pendant 4 jours.
- 1958 : 6e du classement général,  vainqueur du classement de la montagne.
- 1959 : abandon lors de la 11e étape, vainqueur de la 4e étape.
- 1960 : abandon et vainqueur de la 13e étape.
- 1965 : 10e du classement général.

#### Tour d'Italie
3 participations.
- 1956 : abandon, mais vainqueur du classement de la montagne (Trophée des Apennins)
- 1958 : 17e du classement général et vainqueur de la 4e étape.
- 1961 : abandon